# HD 133600
HD 133600 (также известная как HIP 73815) — звезда в северном созвездии Девы. Находится на расстоянии 171 св. года (52 пк) от Солнца.
Имея видимую звёздную величину 8,219m, HD 133600 не видна невооруженным глазом. Является одним из ближайших аналогов Солнца. Её масса приблизительно на 3 % отличается от солнечной, а её возраст на 1,5 млрд лет больше Солнца.
Ближайшие солнечные аналоги могут помочь понять поведение Солнца, в частности проявления активности, такие как солнечные вспышки и циклы развития солнечных пятен в течение длительных периодов времени (больше чем есть в исторических записях) и дать нам возможность изучить такие уникальные исторические события, как, например, минимум Маундера. Они также могут быть использованы для калибровок моделей в астрофизике и моделей солнечной эволюции.
Аналоги Солнца могут также помочь ответить на вопрос о том является ли Солнце уникальной звездой. Раньше считалось, что Солнце может быть уникальным из-за своего низкого содержания лития. HD 133600 была одной из двух звёзд, которые были использованы в 2007 году в работах Мелендеза и Рамиреза, чтобы показать, что Солнце не уникально в этом отношении, так как HD 133600 имеет содержание лития, похожее на наше Солнце, правда, сравнивать напрямую их всё-таки нельзя, всё же возраст HD 133600 на 1,5 миллиарда лет больше солнечного. Тем не менее, HD 133600 весьма полезна для исследования проблемы малого содержания лития на поверхности Солнца по сравнению с другими звёздами, которая известна как «проблема истощения лития».

## Сравнение с Солнцем
Данный подраздел посвящён сравнению Солнца и HD 133600.
| Название  | J2000 координаты   | J2000 координаты | Расстояние (св. лет) | Спектральный класс | Температура (K) | Металличность (%) | Возраст (млрд. лет) | Примечания  |
| Название  | Прямое восхождение | Склонение        | Расстояние (св. лет) | Спектральный класс | Температура (K) | Металличность (%) | Возраст (млрд. лет) | Примечания  |
| --------- | ------------------ | ---------------- | -------------------- | ------------------ | --------------- | ----------------- | ------------------- | ----------- |
| Солнце    | —                  | —                | 0,00                 | G2V                | 5,778           | 100               | 4,6                 | [ 7 ]       |
| HD 133600 | 15ч 05м 13,2с      | +06° 17′ 24″     | 171                  | G0                 | 5,808           | 101               | 6,3                 | [ 2 ] [ 5 ] |

До настоящего времени не обнаружено ни одного солнечного двойника с полным соответствием всех характеристик солнечным, однако, есть некоторые звёзды, которые очень близки по своим параметрам к Солнцу. HD 133600 относится к спектральному классу G0V. Точным солнечным близнецом была бы звезда спектрального класса G2V с температурой поверхности 5778 K, возрастом 4,6 млрд лет, с похожей металличностью и не более чем с 0,1 % вариацией светимости по сравнению с солнечной. Звёзды с возрастом 4,6 млрд лет находятся в наиболее устойчивом состоянии. Похожие значения металличности и размера также очень важны с точки зрения малого изменения светимости.

Спектральная классификация звёзд Морган-Кинана. Наиболее распространённый тип звёзд во Вселенной — М-карлики, 76 %. Наше Солнце относится к спектральному классу G2V и имеет возраст 4,6 млрд лет. Оно более массивно, чем 95 % всех звёзд во Вселенной. Только 7,6 % звёзд являются жёлтыми карликами